# Арканджело Корели
Арканджело Корели е италиански бароков цигулар и композитор, роден във Фузиняно, Равена на 17 февруари 1653 и починал на 8 януари 1713 в Рим. Той е основоположник на италианската цигулкова школа.
В продължение на шестдесетгодишния си живот Корели написва голям брой сонати за цигулка и 12 кончерти гроси.